# 吴茜茜
吴茜茜（WU Qianqian，1993年3月22日—），中国女子羽毛球运动员。

## 簡歷
2017年2月，吴茜茜出戰奧地利羽毛球公開賽，與夏春雨合作拿得女子雙打亞軍。

## 主要比賽成績
只列出曾進入準決賽的國際賽事成績：
| 年份   | 賽事                   | 公開賽級別 | 項目     | 搭檔   | 成績   |
| ------ | ---------------------- | ---------- | -------- | ------ | ------ |
| 2014年 | 奧地利羽毛球國際挑戰賽 | 國際挑戰賽 | 女子雙打 | 夏春雨 | 準決賽 |
| 2015年 | 奧地利羽毛球公開賽     | 國際挑戰賽 | 女子雙打 | 夏春雨 | 準決賽 |
| 2017年 | 奧地利羽毛球公開賽     | 國際挑戰賽 | 女子雙打 | 夏春雨 | 亞軍   |
| 2017年 | 奧地利羽毛球公開賽     | 國際挑戰賽 | 混合雙打 | 裴天轶 | 準決賽 |
| 2019年 | 奧地利羽毛球公開賽     | 國際挑戰賽 | 女子雙打 | 胡翔琳 | 準決賽 |

| 2007-2017年 | 首要超級賽 | 超級賽 | 黃金大獎賽 | 大獎賽 | 國際挑戰賽 | 國際系列賽 | 未來系列賽 | 其他 |

| 2018-2026年 | 總決賽 | 超級1000賽 | 超級750賽 | 超級500賽 | 超級300賽 | 超級100賽 | 國際挑戰賽 | 國際系列賽 | 未來系列賽 | 其他 |